# (466970) 2016 BE8
(466970) 2016 BE8 es un asteroide perteneciente al cinturón de asteroides, descubierto el 29 de julio de 2009 por el equipo Spacewatch desde el Observatorio Nacional de Kitt Peak (Arizona, Estados Unidos).